# Руй Маркеш
Руй Маркеш (порт. Rui Marques, нар. 3 вересня 1977, Луанда) — ангольський футболіст, що грав на позиції захисника.
Виступав, зокрема, за клуби «Штутгарт» та «Лідс Юнайтед», а також національну збірну Анголи.

## Клубна кар'єра

### Ранні роки
Після завершення виступів у молодіжних командах клубу «Бенфіка» (Лісабон) Маркеш приєднався до швейцарського клубу «Баден», в якому провів один сезон, взявши участь у 27 матчах чемпіонату. Після свого перебування в «Бадені» перейшов до німецького клубу «Ульм 1846», в складі якого виступав у сезоні 1999—2000 років. А вже незабаром перейшов до німецького столичного клубу «Герта». Проте за час свого перебування в цьому клубі так і не спромігся зіграти хоча б одну гру в національному чемпіонаті.
Після шести місяців перебування в Берліні переїхав до сусіднього клубу Штутгарт, в якому провів наступні три з половиною роки своєї ігрової кар'єри. В складі цієї команди став переможцем Кубку Інтертото 2002 року, після перемоги в фіналі турніру над французьким «Ліллем». В сезоні 2004/05 років переїхав до клубу «Марітіму» з архіпелагу Мадейра, де він виступав у вищому дивізіоні португальського чемпіонату. Маркеш намагався пробитися до першої команди, але розчарував керівництво клубу, тому провівши в клубі лише один сезон, покинув його. Вже як вільний агент почав шукати собі нову команду серед інших країн.

### Лідс Юнайтед
Напередодні початку сезону 2005/06 років Маркеш відправився на перегляд до клубу «Іпсвіч Таун», де він сподобався тодішньому тренеру Джозефу Ройлу й він запропонував Руї підписати повноцінний контракт, але в останній момент він вирішив перейти до іншого англійського клубу «Лідс Юнайтед» за правилом Босмана. Він був підписаний з ініціативи тренера Кевін Блаквелла, але Маркеш зіграв лише один матч у футболці «Лідса» в сезоні 2005/06 років у Кубку Ліги проти Олдгема, в якому він досить нервово зіграв на позиції правого захисника, Маркеш того сезону більше не виходив на поле в футболці «Лідса», оскільки програв конкуренцію за місце в стартовому складі Полу Батлеру, Шону Грігану, Метью Кігаллону, Кларку Карлайслі та Майклу Дюберрі. Був відданий в короткотермінову оренду до «Галл Сіті», до завершення сезону 2005/06 років, але через травму повернувся до свого клубу достроково.
Напередодні початку сезону 2006/07 років Маркеш не потрапив до планів головного тренера «Лідса» Кевін Блеквелла, який розчарувався в ньому, а з приходом на посаду головного тренера «Лідса» Денніса Вайза, який заявив, що Маркеш не виступатиме під його керівництвом і тому він може вільно залишити клуб разом з цілою низкою інших гравців клубу. Проте Маркеш не скаржився на відсторонення від ігор в основній команді, натомість він продовжував наполегливо тренуватися, щоб отримати шанс проявити себе.
Сумлінна праця та наполегливість Маркеша були винагороджені, коли його знову перевели до першої команди, сталося це 1 січня 2007 року в переможному (2:1) для «Лідс Юнайтед» матчі проти «Ковентрі Сіті», в якому він дуже впевнено та солідно відіграв на позиції центрального захисника. Цей виступ знову відкрив Маркеша для головного тренера команди й Руї був винагороджений в майбутньому виходами в стартовому складі на «Елланд Роуд». Після тривалого перебування в глибокому резерві «Лідса» згодом став одним з ключових гравців команди. На питання про можливість підписання нового контракту з клубом Маркеш відповів, що воліє сконцентруватися на виступах за «Лідс», щоб врятувати команду від вильоту з чемпіонату, ніж підписувати нову угоду. Він миттєво став дуже популярним серед фанів клубу. Незважаючи на декілька прекрасних матчів, їх все ж не вистачило для збереження місця в чемпіонаті, «Лідс» все ж вилетів до Ліги 1, вперше в своїй історії, але Маркеш черговий раз довів свою вірність клубу й 7 серпня 2007 року підписав з клубом нову угоду. Маркеш став ключовим гравцем своєї команди і 18 серпня 2007 року відзначився першим голом у футболці «Лідса» на останніх хвилинах програного матчу (1:4) проти «Саутенд Юнайтед». В січні 2008 року Руї пропустив декілька матчів свого клубу, в зв'язку з тим, що виступав у складі Анголи на Кубку африканських націй.
Після свого повернення Маркеш отримав звання 4-го капітана, з цією пов'язкою він протягом більшої частини березня 2008 року виводив на футбольне поле «Лідс», оскільки Алан Томпсон, Джонатан Даглас та Енді Г'юз були травмованими. Проте й Маркеш отримав травму, тому його в стартовому складі команди замінив Пол Гантінгтон. Але через фантастичну форму, яку набрав Гантінгтон, Маркеш, після відновлення, був змушений задовільнитися лише поодинокими виходами на поле з лави для запасних.
Перед тим, як Руї змушений був покинути клуб, менеджер команди Денніс Вайз заявив, що він запропонує Маркешу підписати новий контракт, але Вайз попередив Руї, що для того, щоб він отримав підвищення заробітної плати, йому доведеться ще почекати деякий період часу. Після того, як Гері Макаллістер став новим головним тренером клубу, він знову запропонував Руї підписати новий контракт, але переговори зайшли в глухий кут через терміни нового контракту, зрештою саме ця ситуація й вплинула на остаточне рішення Маркеша. Наступний етап переговорів був відкладений до літа а лідс тим часом пробився до плей-оф Ліги 1, але в фінальному матчі з рахунком 0:1 поступився «Донкастер Роверз». Влітку до персони Маркеша виявляв інтерес Сандерленд Рой Кіна, який в той час виступав у Прем'єршипі. Проте 20 травня 2008 року Руй підписав новий контракт з «Лідс Юнайтед», за яким він мав продовжувати виступати в клубі протягом наступних двох років. Напередодні початку сезону 2008/09 років Маркеш також був перекладачем, оскільки також вільно володів іспанською мовою, для аргентинського новачка англійського клубу, Лусіано Беккіо. «Лідс» розпочав сезон 2008/09 років дуже невдало, оскільки оборона клубу пропускала досить багато м'ячів, Макаллістер був звільнений зі своєї посади й замінений на Саймона Грейсона. 28 січня 2009 року він відзначився голом у переможному (2:0) матчі «Лідс Юнайтед» проти «Саутенда». Під керівництвом Грейсона Маркеш регулярно грав у основі команди разом з новачком клубу, Річардом Нейлором, але після оренди «Лідсом» Сема Содже Руї втратив своє місце, до того ж в цей час він отримав травму підколінного сухожилля. Лідс же вийшов до 1/2 фіналу плей-оф Ліги 1, але поступився «Міллоу».
На початку сезону 2009/10 років орендна угода щодо Сема Содже завершилася, а капітан Річард Нейлор отримав травму, тому в новому сезоні Маркеш повернув собі місце в основному складі команди, утворивши в центрі захисту тандем з Патріком Кінснорбо. Проте у вересні під час свої виступів у складі національної збірної отримав травму Ахілла, через що вибув з тренувального процесу на тривалий період часу й втратив своє місце в основному складі «Лідса», крім того в цей час клуб завершує трансфер Лайта Бромбі, що збільшило конкуренцію в команді. Після цього він з'являвся лише в декількох перенесених матчах та в закритих товариських поєдинках, зрештою він повернувся на лаву для запасних напередодні матчу проти «Кеттерінг Тоун». Після одужання від травми він фактично став резервним гравцем, в той час як основним стали Патрік Кінснорбо, Річард Нейлор, Лайт Бромбі та Любомир Михалик. Маркеш продовжував «гріти» лаву для запасних в матчах проти «Олдем Атлетік» та «Гаддерсфілд Таун». Коли ж Нейлор та Кінснорбо повернулися до стартової «11-ки», Любо Михалик опустивс на лаву для запасних, а Руї Маркеш взагалі перестав потрапляти до заявки на матчі.
Також Маркеш не виступав за «Лідс» протягом більшої частини січня 2010 року, оскільки перебував у таборі збірної Анголи на Кубку африканських націй. Також він був відсутній у надважливих для «Лідса» виїзних поєдинках Кубку ФА Англії, проти «Манчестер Юнайтед» та «Тоттенгем Готспур». 24 січня 2010 року Ангола припинила свої виступи в Кубку африканських націй, отож Маркеш повернувся до складу «Лідса». На Кубку Африканських націй Руї отримав незначне пошкодження, яке втім не дозволяло йому зіграти в декількох важливих для «Лідса» поєдинках. Після одужання він отримав шанс вийти на поле, незважаючи навіть на те, що для «Лідса» було дуже важливим перемогти в останніх матчах фінальної частини сезону.
14 травня 2010 року було оголошено, що Руї не буде запропонований новий контракт, тому по завершенні чинної угоди він отримає статус вільного агента. Протягом свого перебування в «Лідсі» Маркеш став гравцем, який найтриваліший період часу перебував на контракті в клубі. Того ж року він вирішив завершити кар'єру професіонального футболіста.

## Виступи за збірну
Незважаючи на можливість виступати в футболці португальської збірної, Маркеш заявив що він залишається вірним збірній своєї батьківщини, Анголи. Дебютував у складі національної збірної Анголи на Чемпіонаті світу з футболу 2006 року в Німеччині, де він зіграв проти Мексики, Ірану, а також в країні в якій власне й навчався футбольній майстерності, Португалії, а збірна Анголи посіла 3-тє місце в групі. Також зіграв усі матчі збірної Анголи на Кубку африканських націй 2008 року у Гані.
Маркеш був викликаний до табору збірної Анголи для участі в матчах Кубка африканських націй 2010 року, який проходив у нього на батьківщині, в Анголі. Під час проведення цього турніру він був не в змозі допомогти своєму клубу, англійському «Лідс Юнайтед». 30 грудня 2009 року взяв участь у програному (0:1) товариському матчі проти Естонії, який був фактично «генеральною репетицією» ля ангольців перед початком Кубку африканських націй. Наступний матч (нічия 1:1) провів проти Гамбії. Зіграв і в першому матчі збірної Анголи на Кубку африканських націй, проти Малі. Маркеш розпочав матч проти Малі в стартовому складі й за 15 хвилин до завершення поєдинку його збірна вигравала з рахунком 4:0, але за останні 15 хвилин матчу ангольці пропустили 4 голи, матч в підсумку завершився з рахунком 4:4, Малі врятувала цей матч завдяки «дублям» Сейду Кейта та Фредеріка Кануте. Маркеш у складі збірної Анголи провів увесь переможний матч (2:0) проти Малаві, а також вийшов у старті нічийного (0:0) поєдинку проти Алжиру, саме нічия в цьому поєдинку й дозволила ангольцям вийти до 1/4 фіналу як переможцю своєї групи.
Проте вже у 1/4 фіналу для збірної Анголи та Руї Маркеша зокрема турнір і завершився, оскільки на цій стадії Гана завдяки єдиному голу Асамоа Г'яна стала переможцем того поєдинку (1:0). Сам Маркеш повернувся до «Лідса» з Кубку африканських націй з травмою. Як наслідок, його клуб придбав ще одного центрального захисника, Нілла Коллінса, а Маркеш і після одужання від травми навіть не потрапляв на лаву для запасних. Після завершення терміну дії контракту з «Лідсом», в травні 2010 року залишив клуб.
Протягом кар'єри у національній команді, яка тривала 5 років, провів у формі головної команди країни 20 матчів.

## Досягнення

### Клубні

#### Лідс Юнайтед
- Плей-оф Кока-Кола Ліги 1 (підвищення)
  -  Чемпіон (1): 2009/10

#### Штутгарт
- Кубок Інтертото
  -  Володар (1): 2002